# Luis Ernesto Tapia
Luis Ernesto „Cascarita” Tapia Pérez (ur. 21 października 1944 w mieście Panama, zm. 13 listopada 2024) – panamski piłkarz występujący na pozycji napastnika, reprezentant kraju. Jest uznawany za jednego z najlepszych piłkarzy w historii Panamy i legendę panamskiego futbolu. Nazywany „Pelé Ameryki Centralnej”.
W latach 1959–1981 występował w klubach z Panamy, Salwadoru i Gwatemali. Najbardziej kojarzony jest z Alianza FC, w którym spędził siedem sezonów i jest uznawany za klubową legendę. Zdobył z nim dwa mistrzostwa Salwadoru (1965/1966, 1966/1967), wygrał Ligę Mistrzów CONCACAF (1967) oraz trzykrotnie został królem strzelców ligi salwadorskiej (1964/1965, 1965/1966, 1966/1967). Był gwiazdą Alianzy, która cieszyła się w tamtym czasie opinią czołowej drużyny kontynentu i określano ją przydomkiem „Biała Orkiestra”. Podczas swojej kariery zdobył 269 ligowych goli.
W reprezentacji Panamy w latach 1963–1976 rozegrał 21 oficjalnych meczów i strzelił dwa gole. W 1963 roku wziął udział w pierwszych mistrzostwach CONCACAF. W 1976 roku w meczu z Kostaryką (3:2) został autorem pierwszej bramki strzelonej przez Panamę w eliminacjach do mistrzostw świata. Był wówczas jedynym zawodowym piłkarzem swojej reprezentacji.

## Początki
Tapia urodził się i dorastał w nieistniejącej już dzielnicy stołecznego miasta Panama o nazwie El Granillo (dzisiejsze okolice ulic 17 Oeste i 21 Oeste, między dzielnicami El Chorrillo i Barraza). Jest synem José Manuela Tapii i Lilii Maríi Pérez. Od dzieciństwa obdarzony przydomkiem „Cascarita” (hiszp. „Skorupka”). Jego pochodzenie wyjaśnił w jednym z wywiadów – jego wuj Paye Pérez ze względu na zamiłowanie do twórczości kubańskiego piosenkarza Cascarity nosił pseudonim „Cáscara” (hiszp. „Skorupa)”, a często spędzającego z nim czas Tapię zaczęto nazywać właśnie „Cascarita”.
Pierwszym sportem, który trenował Tapia, był baseball. Występował na pozycji drugobazowego w dziecięcej reprezentacji dzielnicy El Chorrillo, a następnie w juniorskich, osiedlowych rozgrywkach Liga de Calle 15. Zrezygnował jednak z baseballu na rzecz piłki nożnej, zafascynowany występami Pelégo. Piłka nożna znacznie ustępowała wówczas w Panamie popularnością dyscyplinom takim jak baseball, boks czy koszykówka, nie istniała profesjonalna liga piłkarska, a futbolowa infrastruktura stała na bardzo niskim poziomie. Przez kilka lat trenował w klubie CD Plaza Amador, gdzie przeszedł przez wszystkie kategorie wiekowe.

## Kariera klubowa

### Kluby panamskie (1959–1964)
Występy w rozgrywkach seniorskich Tapia rozpoczynał w wieku 15 lat w lokalnych drużynach Politécnica FC i Deportivo El Granillo. Wywalczył z nimi dwa awanse do pierwszej ligi, a także w bardzo młodym wieku zdobył tytuły króla strzelców zarówno w drugiej, jak i pierwszej lidze. Otrzymał również nagrodę dla najlepszego zawodnika amatorskich panamskich rozgrywek. Jego świetne występy zaowocowały pierwszymi powołaniami do pierwszej reprezentacji, gdy miał zaledwie 17 lat. León „Cocoliso” Tejada, prezes czołowego panamskiego klubu CD Plaza Amador (w którym Tapia terminował już jako junior) wielokrotnie namawiał zawodnika na przenosiny do jego drużyny. Tapia jednak konsekwentnie odmawiał, gdyż czuł się emocjonalnie związany z zespołem ze swojego rodzinnego El Granillo.

### Alianza (1964–1970)
W 1963 roku, podczas rozgrywanych na salwadorskich boiskach mistrzostw CONCACAF, talent Tapii zauważył Manuel Ruglianchi, członek korpusu dyplomatycznego Panamy w Salwadorze. Zaproponował mu przenosiny do tamtejszego klubu Alianza FC. Ze względu na dużą różnicę poziomów pomiędzy piłką nożną w Panamie i Salwadorze, graczowi najpierw zaproponowano w Alianzie dwumiesięczne testy, podczas których miał udowodnić swoją przydatność do drużyny. Nastoletni Tapia zaprezentował się jednak na tyle dobrze, że już po tygodniu testów i pierwszym rozegranym sparingu prezes Alianzy, Ernesto Sol Meza, zaproponował mu profesjonalną umowę. Do Alianzy dołączył latem 1964 roku. Podkreślano, że ze względu na swoją skromność i ambicję do rozwijania umiejętności szybko wpasował się w drużynę. Tapia w następujący sposób wspominał swoją adaptację do bardziej wymagającego, profesjonalnego futbolu:

Tak naprawdę nauczyłem się piłki nożnej właśnie w Salwadorze, a nie w Panamie. Gdy przychodziłem na testy do Alianzy, umiałem tylko podstawy. Bardzo dużo nauczyłem się od tamtejszych zawodników. Mój styl gry ukształtował trener Hernán Carrasco Vivanco, który pokazał mi, jak odpowiednio poruszać się na boisku.

W następnych latach Tapia był gwiazdą jednej z najlepszych drużyn w historii Alianzy, ochrzczonej przez prasę przydomkiem „La Orquesta Alba” (hiszp. „Biała Orkiestra”) ze względu na kolor strojów i efektowny styl gry. On sam był natomiast określany jako „dyrygent orkiestry”. Alianza zdominowała wówczas rozgrywki krajowe i zdobyła dwa kolejne tytuły mistrza Salwadoru (1965/1966, 1966/1967). W trzech sezonach z rzędu Tapia zostawał królem strzelców ligi salwadorskiej (1964/1965, 1965/1966, 1966/1967). W swoim najlepszym pod względem skuteczności sezonie strzelił 35 goli. W zespole prowadzonym przez chilijskiego trenera Hernána Carrasco Vivanco stworzył ofensywny tercet z Jorge Liévano i Mario Monge. Innymi czołowymi postaciami tamtej drużyny byli między innymi Raúl Magaña, Francisco Zamora, Salvador Mariona, Guido Alvarado, Edgar Morales, Miguel Hermosilla czy Alberto Villalta.
W marcu 1968 Tapia wygrał z Alianzą kontynentalne rozgrywki Pucharu Mistrzów CONCACAF. W trójmeczu finałowym z antylskim Jong Colombia wpisał się na listę strzelców trzy razy – zdobył gola w drugim meczu (3:0) i dwa gole w trzecim (5:3). Alianza została wówczas pierwszym klubem z Salwadoru, który wygrał Puchar Mistrzów. Czasy, w których Tapia występował w Alianzie, nazywane są „złotą epoką” salwadorskiej piłki nożnej; zarówno tamtejsze kluby, jak i reprezentacja (po raz pierwszy w historii awansowała na mistrzostwa świata) zaliczały się do wiodących w Ameryce Centralnej.
W tamtym okresie Alianza często mierzyła się w meczach pokazowych z czołowymi klubami Ameryki Łacińskiej. Tapia wraz z drużyną jeździł na tournée między innymi do krajów karaibskich, Kalifornii i Kolumbii. Zagrał w meczach towarzyskich (rozgrywanych głównie w San Salvador) przeciwko klubom takim jak argentyński CA River Plate, meksykański Club América (2:0, w składzie z dwukrotnym mistrzem świata, Vavą), ekwadorski CS Emelec czy urugwajski CA Peñarol. W styczniu 1966 Alianza pokonała w sparingu na Estadio Flor Blanca (obecnie Estadio Jorge „Mágico” González) brazylijski Santos FC (2:1), w którego barwach wystąpił Pelé. W jednym z meczów towarzyskich Alianza wygrała z brazylijskim CR Flamengo (3:2), a Tapia zdobył dwie bramki. Po zakończeniu spotkania osobiście pogratulował mu obecny na trybunach prezydent Salwadoru, Julio Adalberto Rivera. Po latach Tapia wspominał gole strzelone Flamengo jako najbardziej pamiętne w swojej karierze.
Dwie kolejki przed zakończeniem jednego z sezonów Tapia otrzymał zaproszenie na testy od urugwajskiego potentata CA Peñarol. Działacze tego klubu opłacili nawet graczowi bilet lotniczy do Montevideo. Na wyjazd nie wyrazili zgody działacze Alianzy, nie chcąc pozostać bez swojego czołowego piłkarza w kluczowym momencie sezonu. Zaproponowali Peñarolowi powrót do rozmów transferowych po zakończeniu rozgrywek ligi salwadorskiej. Oferta Urugwajczyków okazała się już wówczas nieaktualna, gdyż w międzyczasie ściągnęli oni innego napastnika.
Tapia spędził w Salwadorze około dziesięciu lat kariery, nazywając tej kraj swoją drugą ojczyzną. Podczas pobytu w Alianzie cieszył się wielką sympatią ze strony kibiców klubu oraz uznaniem salwadorskich dziennikarzy, co podkreślał w wywiadach:

Salwadorczycy kochali mnie jak jednego ze swoich. To przeżycie nie do zapomnienia. Gdy na stadionie skandowano moje nazwisko, zdarzało mi się płakać ze wzruszenia. W Panamie jest wiele osób, które mnie chwalą i doceniają, ale nie aż tak, jak w Salwadorze. Nie mogłem tam normalnie wyjść na miasto. Kiedy zamawiałem danie w restauracji i chciałem zapłacić, zawsze mówiono mi, bym się nie przejmował, bo rachunek idzie na koszt firmy [...]. Bardzo często byłem tam na pierwszych stronach gazet. Ze zdziwieniem przyjmowano, że wśród wszystkich obcokrajowców w lidze – Urugwajczyków, Chilijczyków, Brazylijczyków, Kostarykanów – najbardziej wyróżnia się właśnie piłkarz z Panamy.

Ogółem w Alianzie występował przez sześć lat i jest uznawany za klubową legendę.

### Pozostałe kluby (1970–1981)
Następnie Tapia był zawodnikiem innej salwadorskiej drużyny, CD Atlético Marte. W styczniu 1971 wystąpił w jej barwach w meczu towarzyskim z brazylijskim Santos FC (1:1) na niedawno otwartym narodowym stadionie Estadio Revolución (obecnie Estadio Rommel Fernández) w swoim rodzinnym mieście Panama, w obecności 25 000 widzów. W drużynie rywali wystąpił wówczas Pelé. Jak wspominał Tapia, po zakończeniu spotkania Brazylijczyk podszedł do niego i stwierdził, że ma on umiejętności na grę w lepszej lidze i powinien występować w Ameryce Południowej.
W lidze salwadorskiej Tapia występował również w zespołach CD UES i CD Juventud Olímpica. Jego transfer do UES wzbudził kontrowersje i zakończył się ze sporem prawnym pomiędzy tym klubem, a Alianzą. Był także zawodnikiem gwatemalskiego Deportivo Galcasa. Następnie powrócił do ojczystej Panamy, gdzie reprezentował barwy drużyn Provincia de Panamá Metro, Guardia Nacional i Atlético Panamá. Z dwoma ostatnimi zdobył tytuł mistrzowski. Zakończył karierę w wieku 37 lat.
Według opracowania sporządzonego przez Międzynarodową Federację Historyków i Statystyków Futbolu (IFFHS), w ciągu całej swojej kariery Tapia w 485 meczach najwyższej klasy rozgrywkowej strzelił 269 goli. Mieścił się dzięki temu w pierwszej setce najlepszych ligowych strzelców w historii futbolu. Na liście najlepszych strzelców w historii piłki nożnej sporządzonej przez argentyński magazyn El Gráfico znalazł się w pierwszej dwusetce, z 296 golami na koncie. Statystyki te sprawiły, że przez kolejne kilkadziesiąt lat był najskuteczniejszym panamskim piłkarzem w historii.

## Kariera reprezentacyjna
Do reprezentacji Panamy Tapia zaczął być powoływany już jako siedemnastolatek. W marcu 1963 znalazł się w ogłoszonym przez argentyńskiego selekcjonera Raúla „Che” Álvareza składzie na pierwsze mistrzostwa CONCACAF, rozgrywane w Salwadorze pod nazwą Torneo Norceca. Wystąpił wówczas we wszystkich czterech meczach w wyjściowym składzie – 23 marca z Gwatemalą (2:2), 25 marca z Salwadorem (1:1), 29 marca z Nikaraguą (5:0) oraz 31 marca z Hondurasem (0:1). Był wówczas wyróżniającym się piłkarzem turnieju, co zaowocowało potem podpisaniem profesjonalnego kontraktu w lidze salwadorskiej. Panamczycy zajęli na mistrzostwach trzecie miejsce w grupie i nie zakwalifikowali się do rundy finałowej.
W marcu 1964 Tapia zagrał w północnoamerykańskim turnieju kwalifikacyjnym do igrzysk olimpijskich w Tokio. Wystąpił kolejno w meczach z Meksykiem (1:5), USA (2:4) i Surinamem (1:6). Spotkania te nie są uznawane przez FIFA za mecze reprezentacji A. Jego zespół zajął ostatnie miejsce z kompletem porażek i nie awansował na igrzyska.
W lutym 1967 Tapia wystąpił w dwóch meczach w ramach kwalifikacji do mistrzostw CONCACAF w Hondurasie, a w listopadzie 1969 w dwóch spotkaniach w kwalifikacjach do mistrzostw CONCACAF w Kostaryce. W obydwóch przypadkach Panamczycy nie zdołali awansować na kontynentalny turniej – najpierw okazali się gorsi od Gwatemali (1:3) i Nikaragui (1:3), a dwa lata później przegrali w dwumeczu z Jamajką (1:1, 1:2). Tapia strzelił gola w rozegranym 3 listopada 1969 w Kingston pierwszym spotkaniu z Jamajczykami.
Pod koniec lat 60. w Salwadorze chciano naturalizować Tapię, by mógł on występować w reprezentacji Salwadoru, przygotowującej się do mistrzostw świata w Meksyku. Za radą panamskiego konsulatu nie zdecydował się jednak przyjąć salwadorskiego obywatelstwa.
W kwietniu 1973 Tapia zagrał w Limie w meczu towarzyskim Panamy z Peru (0:4) przeciwko czołowemu wówczas środkowemu obrońcy Ameryki Południowej, Héctorowi Chumpitazowi. W marcu 1975 wystąpił w dwóch sparingach z Tajwanem (obydwa zakończone wynikiem 1:1) podczas tournée reprezentacji Panamy po Republice Chińskiej.
W 1976 roku reprezentacja Panamy po raz pierwszy w historii wzięła udział w eliminacjach do mistrzostw świata. W swoim pierwszym meczu kwalifikacyjnym, rozegranym 4 czerwca 1976 na Estadio Revolución (obecnie Estadio Rommel Fernández), podopieczni selekcjonera Renato Panaya pokonali wyżej notowaną Kostarykę (3:2). Tapia po dośrodkowaniu Néstora Hernándeza zdobył w tym spotkaniu historycznego, pierwszego gola dla Panamy w kwalifikacjach do mundialu. Jak wspominał po latach, spotkanie zostało rozegrane przy niewielkiej ilości widzów i nie cieszyło się dużym zainteresowaniem, podobnie jak cała piłka nożna w ówczesnej Panamie. Tapia, który w drużynie narodowej był wówczas jedynym zawodowym piłkarzem, uznał zwycięstwo nad Kostaryką za „pierwszy krok w kierunku rozwoju panamskiego futbolu”. Było to jednak jedyne zwycięstwo Panamy w tamtych eliminacjach – z Tapią w składzie zremisowali później z Salwadorem (1:1) oraz przegrali z Kostaryką (0:3), Salwadorem (1:4) i dwukrotnie z Gwatemalą (2:4 i 0:7). Zajęli ostatnie miejsce w grupie i nie zdołali awansować na mistrzostwa świata w Argentynie.
Ostatni występ w barwach narodowych Tapia zanotował 23 grudnia 1976, był to mecz towarzyski z Kubą (0:5).
Według panamskich źródeł Tapia ogółem rozegrał w reprezentacji Panamy 77 meczów, w których zdobył 27 goli. Zdecydowana większość tych spotkań była jednak nieoficjalna. Według opracowania sporządzonego przez organizację statystyczną Rec.Sport.Soccer Statistics Foundation (RSSSF), ograniczającego się do oficjalnych meczów międzypaństwowych, było to 21 spotkań, w których strzelił dwa gole.

## Kariera trenerska
Po zakończeniu kariery Tapia prowadził panamskie zespoły Atlético Perú i Atlético Panamá. W późniejszych latach pracował z juniorami, głównie w stołecznych szkołach, a także w szkółce piłkarskiej Club Unión.

## Statystyki kariery

### Reprezentacyjne
| Panama | Panama | 1963   | – | – | –  | – | MC | 4 | 0 | 4  | 0 |
| Panama | Panama | 1964   | – | – | 3  | 0 | –  | – | – | 3  | 0 |
| Panama | Panama | 1965   | – | – | –  | – | –  | – | – | 0  | 0 |
| Panama | Panama | 1966   | – | – | –  | – | –  | – | – | 0  | 0 |
| Panama | Panama | 1967   | – | – | 2  | 0 | –  | – | – | 2  | 0 |
| Panama | Panama | 1968   | – | – | –  | – | –  | – | – | 0  | 0 |
| Panama | Panama | 1969   | – | – | 2  | 1 | –  | – | – | 2  | 1 |
| Panama | Panama | 1970   | – | – | –  | – | –  | – | – | 0  | 0 |
| Panama | Panama | 1971   | – | – | –  | – | –  | – | – | 0  | 0 |
| Panama | Panama | 1972   | – | – | –  | – | –  | – | – | 0  | 0 |
| Panama | Panama | 1973   | 1 | 0 | –  | – | –  | – | – | 1  | 0 |
| Panama | Panama | 1974   | 2 | 0 | –  | – | –  | – | – | 2  | 0 |
| Panama | Panama | 1975   | – | – | –  | – | –  | – | – | 0  | 0 |
| Panama | Panama | 1976   | 1 | 0 | 6  | 1 | –  | – | – | 7  | 1 |
| Ogółem | Ogółem | Ogółem | 4 | 0 | 13 | 2 | MC | 4 | 0 | 21 | 2 |

- MC – Mistrzostwa CONCACAF

Źródło: RSSSF (ang.)

#### Gole w reprezentacji
| #  | Data             | Miejsce                              | Przeciwnik | Gol | Wynik | Rozgrywki                              |
| -- | ---------------- | ------------------------------------ | ---------- | --- | ----- | -------------------------------------- |
| 1. | 3 listopada 1969 | Independence Park, Kingston, Jamajka | Jamajka    | ?–? | 1–1   | Eliminacje do Mistrzostw CONCACAF 1969 |
| 2. | 4 kwietnia 1976  | Estadio Revolución, Panama, Panama   | Kostaryka  | 1–1 | 3–2   | Eliminacje do Mistrzostw Świata 1978   |

## Styl gry
Tapia jest uznawany przez obserwatorów za jednego z najlepszych, a czasem za najlepszego piłkarza w historii panamskiej piłki nożnej, jak również za legendę panamskiego futbolu. Uznaje się go za pierwszego wybitnego piłkarza w dziejach Panamy. W 2018 roku agencja EFE nazwała go „pierwszym panamskim piłkarzem na poziomie międzynarodowym” oraz „punktem wyjścia panamskiej piłki nożnej”. Przez salwadorskich dziennikarzy był określany jako „Pelé Ameryki Centralnej” lub nazywany „panamskim cyklonem”. Już będąc na emeryturze, Tapia wspominał:

Koledzy z drużyny mówili mi, że gdybym grał we współczesnych czasach, występowałbym w klubach z Ameryki Południowej i pewnie byłbym milionerem.

W 1999 roku Tapia znalazł się na sporządzonej przez IFFHS liście 32 najlepszych piłkarzy XX wieku pochodzących z Ameryki Północnej i Środkowej. Zajął na niej 31. miejsce (7 głosów). Jest jednym z zaledwie dwóch panamskich piłkarzy na tej liście (obok Julio Césara Dely Valdésa, który zajął 8. miejsce).
Tapia był zdolnym, silnym i szybkim napastnikiem, mającym łatwość w zdobywaniu goli. Dysponował dobrym prowadzeniem piłki, dryblingiem oraz wejściami w pole karne. Jednym z jego największych atutów było poruszanie się bez piłki – był zawodnikiem bardzo ruchliwym, zwinnym, dobrze odnajdującym się w grze drużynowej i często cofającym się po piłkę. Charakteryzował się elegancją w grze. Był piłkarzem obunożnym. Najczęściej występował z numerem „9” na koszulce. Późniejsze źródła określały go jako napastnika kompletnego.
Poza boiskiem Tapię charakteryzowano jako ambitnego, zdyscyplinowanego i punktualnego.

## Życie prywatne
Tapia jest żonaty z Emmą Arboledą, mają pięć córek – Lilię Rosę, Irasemę del Carmen, Emmę Irisis, Lilianę Maríę oraz Irisbel Cristinę. Jedna z jego córek urodziła się w Salwadorze, gdy występował w tamtejszej lidze. Jego zięć, Argentyńczyk Maximiliano Agrenta, prowadzi w mieście Panama restaurację nazwaną na jego cześć Milanesa House by „Cascarita” Tapia.
Po zakończeniu kariery Tapia osiadł w swoim rodzinnym mieście Panama. Pracował jako urzędnik w ministerstwie edukacji narodowej, w wydziale spraw studenckich.
Aktywnie występował w rozgrywkach oldbojów. Był inicjatorem powstania stołecznych rozgrywek weteranów Liga de Fútbol de Veteranos Máster de 50 y Más, zrzeszających zawodników powyżej 50 roku życia.

## Śmierć
Zmarł 13 listopada 2024 na skutek zawału serca.

## Inne
Jako legenda piłki nożnej w Panamie i Salwadorze, Tapia często był honorowany za swoje zasługi dla rozwoju sportu w tych krajach. W 2007 roku został Komandorem Orderu Manuela Roya, nadawanego za szczególne zasługi przez panamskie ministerstwo sportu (Pandeportes). Został też odznaczony Orderem Vasco Núñeza de Balboa. We 2016 roku został uhonorowany za całokształt kariery przez gubernatora prowincji Panama, a w 2017 roku przez ambasadę Salwadoru w Panamie. Regularnie był zapraszany na uroczystości sportowe, takie jak obchody 30-lecia „Białej Orkiestry” zorganizowane przez Alianza FC na Estadio Cuscatlán (1997, został wówczas nagrodzony owacją na stojąco przez 35 000 zgromadzonych kibiców) czy otwarcie obiektu Estadio Maracaná (2014).
W 2018 roku jako jedna z czterech legend panamskiej piłki nożnej, obok bliźniaków Dely Valdés (Julio César i Jorge) oraz Gary’ego Stempela, został zaproszony przez Federación Panameña de Fútbol na mistrzostwa świata w Rosji, podczas których reprezentacja Panamy debiutowała na mundialu. Przez kilka tygodni przebywał w Rosji wraz z panamską drużyną, która odpadła z turnieju w fazie grupowej.
W 2010 roku jego imieniem nazwano Estadio Luis Ernesto „Cascarita” Tapia, niewielki stadion znajdujący się w miasteczku sportowym Ciudad Deportiva Irving Saladino w mieście Panama, obok narodowej areny Estadio Rommel Fernández. Jest to również główny obiekt treningowy reprezentacji Panamy.